# 클리판시

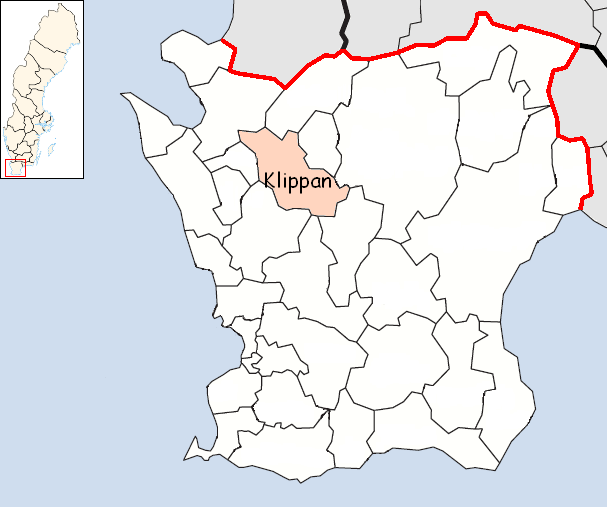
클리판 시의 위치

클리판시(스웨덴어: Klippans kommun)는 스웨덴 스코네주에 위치한 지방 자치체로 행정 중심지는 클리판이며 면적은 379.41km2, 인구는 17,219명(2016년 12월 31일 기준), 인구 밀도는 45명/km2이다.

시 문장